# East Acton (stanice metra v Londýně)
East Acton je stanice metra v Londýně, otevřená 3. srpna 1920. Autobusovou dopravu zajišťují linky: 7, 70, 72, 228, 272 a 283. Stanice se nachází v přepravní zóně 2 a leží na lince:
- Central Line mezi stanicemi North Acton a White City.

| Rok  | Počet cestujících |
| ---- | ----------------- |
| 2011 | 3,41 mil          |
| 2012 | 3,47 mil          |
| 2013 | 3,88 mil          |
| 2014 | 4,02 mil          |